# FC Porto (handbal)
Futebol Clube do Porto ofwel gewoonlijk FC Porto of gewoon Porto genoemd, is een Portugees professioneel handbalteam gevestigd in Porto. Het werd opgericht in 1932 en is de senior vertegenwoordiger van de handbalafdeling van Multi sportclub FC Porto .
Het team concurreert in eigen land in de hoogste competitie Andebol 1 en internationaal in clubcompetities van de Europese Handbalfederatie, zoals de EHF Champions League en de EHF Cup. Het speelt zijn thuiswedstrijden in de Dragão Arena.

## Geschiedenis
FC Porto begon in 1932 met een veldhandbalteam, des tijd werd handbal met elf veld spelers gespeeld. Tot het seizoen 1974/75, toen het werd elfhandbal stopgezet ten gunste van handbal wat heden gespeeld wordt (met zeven spelers). In deze periode won de club 37 regionale kampioen en won 29 nationale landstitels in het veldhandbal.
In 1951 richtte de club de handbalselectie op waarvan in 1953/54 de eerst de landstitel won, en dat aantal verhoogde in 1968 met acht andere titels. Porto onderging vervolgens een droogte van 31 jaar voordat het de titel won. De eerste nationale landstitel werd in 1998/99 weer eens gewonnen. In het seizoen 2014/15 behaalde het team hun zevende opeenvolgende landstitel en vestigde een nationaal record. In het voorgaande seizoen debuteerde het team ook in de groepsfase van de EHF Champions League.

## Retired numbers
| No. | Nat.              | Player           | Position | Periode     | Ref.  |
| --- | ----------------- | ---------------- | -------- | ----------- | ----- |
| 1   | Vlag van Portugal | Alfredo Quintana | Doelman  | 2010 – 2021 | [ 3 ] |

## Erelijst
| Competitie              | Aantal | Jaren |
| ----------------------- | ------ | --- |
| Nationaal               |        | |
| Landskampioenschap      | 22x    | 1953/54, 1956/57, 1957/58, 1958/59, 1959/60, 1962/63, 1963/64, 1964/65, 1967/68, 1998/99, 2001/02, 2002/03, 2003/04, 2008/09, 2009/10, 2010/11, 2011/12, 2012/13, 2013/14, 2014/15, 2018/19, 2020/21 |
| Bekerwinnaar            | 9x     | 1975/76, 1976/77, 1978/79, 1979/80, 1993/94, 2005/06, 2006/07, 2018/19, 2020/21 |
| Supercup                | 7x     | 1995, 2000, 2001, 2003, 2010, 2014, 2019 |
| League Cup              | 3x     | 2003/04, 2004/05, 2007/08 |
| Toernooien              |        | |
| Limburgse Handbal Dagen | 2x     | 2009, 2012 |

## Bekende (ex-spelers)
- João Jacob Ramos
- Alfredo Quintana